# Glyceraldehyd
Glyceraldehyd eller 2,3-dihydroxipropanal är en trios, dvs. den enklaste formen av aldos. Det är en monosackarid med formeln C3H4O(OH)2.

## Egenskaper
I ren form är glyceraldehyd söta, färglösa kristaller, men den förekommer vanligen som en svagt gulaktig, sirapsliknande lösning i vatten.
Glyceraldehyd finns i två diastereomerer; D-glyceraldehyd och L-glyceraldehyd.
|                 |                 |
|                 |                 |
| D-glyceraldehyd | L-glyceraldehyd |

## Framställning
Glyceraldehyd bildas av kroppens metabolism som en naturlig nerbrytningsprodukt av kolhydrater.
Syntetisk glyceraldehyd kan tillverkas genom oxidation av glycerin med väteperoxid. Salt av tvåvärt järn (Fe2+) brukar användas som katalysator.
{\displaystyle {\rm {C_{3}H_{5}(OH)_{3}+H_{2}O_{2}\ {\xrightarrow {Fe^{2+}}}\ C_{3}H_{4}O(OH)_{2}+H_{2}O}}}
Även isomeren dihydroxiaceton bildas i processen.